# Тавуа (город)
Тавуа (фидж. и англ. Tavua) — город, население которого по данным переписи 2007 года составляет 2388 человек, расположенный в 20 км к северо-востоку от города Мба на острове Вити Леву, Фиджи.
Тавуа управлялся Городским советом, состоящим из девяти человек, которые избирались на три года. Каждый год один из членов Совета выбирался на должность мэра.
В 2009 году Временное правительство, поддержанное военными, отменило все местные органы власти на территории Республики Фиджи и назначило специальных администраторов для управления городскими районами.

## Знаменитые уроженцы
В Тавуа родился участник Олимпийских игр 2012 года Лесли Коупленд В квалификации состязаний по метанию копья он занял 13 место, остановившись в шаге от попадания в финальные соревнования турнира.